# Evermore (álbum de Taylor Swift)
Evermore (estilizado en minúsculas) es el noveno álbum de estudio de la cantautora estadounidense Taylor Swift. Fue lanzado el 11 de diciembre de 2020, a través de Republic Records, menos de cinco meses después del octavo álbum de estudio de Swift, Folklore (2020). Producto de la extensa colaboración de Swift con su productor de Folklore, Aaron Dessner, Evermore es una secuela conceptual de su predecesor, siendo ambos álbumes sorpresa anunciados horas antes de su lanzamiento. Swift describió Evermore como un "disco hermano" de Folklore.
Ampliando el sonido de su predecesor, Evermore fue aparentemente olvidado por Taylor Swift en el baúl, sin mencionarlo nunca más ni promocionarlo. Esto fue desmentido por la propia cantautora, luego que, en el marco de su gira "The Eras Tour" ella misma se refiriera al tema, diciendo que ama Evermore a pesar de lo que los fans piensan. Y efectivamente, Evermore tiene un espacio en la lista de canciones de la gira. Su lírica gira en torno a temas ficticios y no ficticios sobre el amor, el matrimonio, la infidelidad, el crimen y el dolor, narrados en tercera persona y con evocaciones impresionistas. Cuenta con apariciones de los grupos estadounidenses Bon Iver, Haim y The National. Evermore recibió la aclamación universal de la crítica musical, que alabó su dinámica de carácter y su producción experimental, y muchos lo calificaron como un exitoso complemento de Folklore. Evermore apareció en muchas listas de los mejores álbumes del año 2020.
Evermore alcanzó el número uno en Argentina, Australia, Bélgica, Canadá, Nueva Zelanda, Portugal, Reino Unido y Estados Unidos. Debutó en la cima del Billboard 200 con 329.000 copias vendidas, convirtiendo a Swift en la primera mujer en la historia de EE. UU. en acumular ocho debuts consecutivos en el número uno de la lista. Las 15 canciones del álbum entraron en el Billboard Hot 100 en la misma semana, lideradas por el sencillo principal «Willow», que se convirtió en el séptimo número uno de su carrera y su segundo número uno en 2020 después de «Cardigan»; Swift se convirtió en la primera artista en debutar simultáneamente en el primer puesto de las listas Billboard 200 y Hot 100 de EE. UU. dos veces. También batió el récord de la brecha más corta entre dos álbumes número uno en Australia y la mujer más rápida en conseguir seis números uno en el Reino Unido. Republic Records informó que se vendieron más de un millón de copias de Evermore en su primera semana en todo el mundo.
Evermore se mantuvo por 3 semanas en el #1 del Billboard 200 y dio el mayor salto femenino en la historia del chart, 6 meses después, regresando a la posición número #1 (+73); completando así 4 semanas no consecutivas en el #1 del Billboard 200.
Rompió el récord de la semana de venta de vinilos más grande en la historia de Nielsen, en EE. UU, para un álbum en general, convirtiéndose en el primero en vender más de 100 mil unidades en una semana.
En febrero de 2021, un parque temático de Estados Unidos, el Evermore Park de Utah, demandó a la cantante por supuesta infracción de marca registrada. La demanda terminó en Marzo del mismo año luego de que Taylor Swift contra-demandara al Parque Evermore por reproducir sus canciones sin licencia en el recinto. Esto causó que se retirara la demanda.

## Lista de canciones
| Evermore - Edición estándar |                                         |                                           |                                         |          |  |
| N.º                         | Título                                  | Escritor(es)                              | Productor(es)                           | Duración |  |
| 1.                          | «Willow»                                | Taylor Swift y Aaron Dessner              | A. Dessner                              | 3:34     |  |
| 2.                          | «Champagne Problems»                    | Swift y William Bowery                    | Swift y A. Dessner                      | 4:04     |  |
| 3.                          | «Gold Rush»                             | Swift y Jack Antonoff                     | Swift y Antonoff                        | 3:05     |  |
| 4.                          | «'Tis the Damn Season»                  | Swift y A. Dessner                        | A. Dessner                              | 3:49     |  |
| 5.                          | «Tolerate It»                           | Swift y A. Dessner                        | A. Dessner                              | 4:05     |  |
| 6.                          | «No Body, No Crime» (featuring Haim)    | Swift                                     | Swift y A. Dessner                      | 3:35     |  |
| 7.                          | «Happiness»                             | Swift y A. Dessner                        | A. Dessner                              | 5:15     |  |
| 8.                          | «Dorothea»                              | Swift y A. Dessner                        | A. Dessner                              | 3:45     |  |
| 9.                          | «Coney Island» (featuring The National) | Swift, A. Dessner, Bowery y Bryce Dessner | A. Dessner y B. Dessner                 | 4:35     |  |
| 10.                         | «Ivy»                                   | Swift, A. Dessner y Antonoff              | A. Dessner                              | 4:20     |  |
| 11.                         | «Cowboy like Me»                        | Swift y A. Dessner                        | A. Dessner                              | 4:35     |  |
| 12.                         | «Long Story Short»                      | Swift y A. Dessner                        | A. Dessner                              | 3:35     |  |
| 13.                         | «Marjorie»                              | Swift y A. Dessner                        | A. Dessner                              | 4:17     |  |
| 14.                         | «Closure»                               | Swift y A. Dessner                        | A. Dessner, BJ Burton y James McAlister | 3:00     |  |
| 15.                         | «Evermore» (featuring Bon Iver)         | Swift, Bowery y Justin Vernon             | Swift y A. Dessner                      | 5:04     |  |
| 60:38                       |                                         |                                           |                                         |          |  |

| Evermore - Edición de lujo |                                         |                    |               |          |  |
| N.º                        | Título                                  | Escritor(es)       | Productor(es) | Duración |  |
| 16.                        | «Right Where You Left Me» (Bonus Track) | Swift y A. Dessner | A. Dessner    | 4:05     |  |
| 17.                        | «It's Time to Go» (Bonus Track)         | Swift y A. Dessner | A. Dessner    | 4:14     |  |
| 68:57                      |                                         |                    |               |          |  |

| Evermore - Edición bonus track japonés |                                                 |                    |                   |          |  |
| N.º                                    | Título                                          | Escritor(es)       | Productor(es)     | Duración |  |
| 18.                                    | «Willow (Dancing Witch Version)» (Elvira Remix) | Swift y A. Dessner | Elvira Anderfjärd | 3:04     |  |
| 19.                                    | «Willow (Lonely Witch Version)»                 | Swift y A. Dessner | A. Dessner        | 3:34     |  |
| 75:43                                  |                                                 |                    |                   |          |  |

Notas
- Todos los títulos de las canciones están estilizados en minúsculas.

## Personal
Créditos adaptados de la plataforma Tidal.
| Músicos - Taylor Swift — artista principal - Aaron Dessner — bajo (4-10, 12, 14), bajo sintetizado (2, 10-13), caja de ritmos (1, 4-5, 7, 9-15), guitarra acústica (1-2, 4, 7-13), guitarra eléctrica (1, 4, 6-12), pandero (8), percusión (1, 9-12), piano (1-2, 4, 6-8, 11, 13, 15), sintetizador (2, 4, 6-7, 9-15), tambores (10), teclados (1, 5, 7-8, 11-12) - Alex Sopp — flauta (1, 15) - Benjamin Lanz — sintetizador (8, 10), trombón (4, 10) - Bobby Hawk — violín (3) - Bryan Devendorf — caja de ritmos (1, 5, 9-10, 12-13), percusión (1, 10, 13), piano (9), tambores (9) - Bryce Dessner — guitarra eléctrica (12), piano (14), sintetizador (9) - Carice Jensen — violonchelo (1, 4-5, 9-13, 15) - CJ Camerieri - trompa francesa (1) - Dave Nelson — trombón (14) - Evan Smith — trompa (3) - Gabriel Cabezaz - violonchelo (14-15) - Jack Antonoff — bajo (3), guitarra acústica (3), guitarra eléctrica (3), mellotron (3), percusión (3), piano (3), piano rhodes (3), slide guitar (3), tambores (3), vocales de fondo (3) - James McAlister — caja de ritmos (1, 5, 10, 12), percusión (5), sintetizador (5, 10, 12-14) tambor (14), teclados (5, 10) - Jason Treuting — glockenspiel (1), percusión (9, 12-13, 15), tambores (9) - Josh Kaufman — armonio (4), guitarra acústica (8), guitarra eléctrica (1, 5, 8), armónica (6, 11), lap steel (4, 6, 10-11, 15), mandolina (6, 11), órgano (6) - JT Bates — percusión (pista 8), tambores (pista 6-8, 10) - Justin Vernon — banjo (10), guitarra eléctrica (10-11), sintetizador (13-15) tambores (10-11, 14), triángulo (10), vocales de fondo (10, 13) - Kyle Resnick — trompeta (10, 12, 14) - Logan Coale — contrabajo (2, 10-11, 14-15) - Marcus Mumford — vocales de fondo (11) - Marjorie Finlay — vocales de fondo (13) - Michael Riddleberger — tambores (3) - Mikey Freedom Hart — celesta (3), guitarra de cuerdas de nailon (3), sintetizador (3) - Nick Lloyd — Hammond B3 (4) - Patrik Berger — sintetizador (3) - Ryan Olson — caja de ritmos (7, 13) - Scott Devendorf — bajo (9), piano (9) - Sean Hutchinson — tambores (3) - Stuart — clarinete (15), clarinete alto (15), flauta (15) - Thomas Bartlett — piano (8), sintetizador (4, 7-8, 10), teclados (1, 4, 7-8) - Trevor Hagen — sintetizador (14), trompeta (14) - William Bowery — piano (15) - Yuki Numata Resnick — violín (1, 4-5, 7, 9-15) | Técnicos - Aaron Dessner — ingeniero de grabación (1-2, 4-15), personal de estudio (1-2, 4-15) - Ariel Rechtshaid — ingeniero vocal (6), personal de estudio (6) - Benjamin Lanz — arreglador de trompa (4) - Greg Calbi — ingeniero de masterización (todas las pistas), personal de estudio (todas las pistas) - John Rooney — asistente de ingeniero de grabación (3), personal de estudio (3) - Jon Sher — asistente de ingeniero de grabación (3), personal de estudio (3) - Jonathan Low — ingeniero de grabación (1-2, 4-15), ingeniero vocal (1-6, 9-15), mezclador (todas las pistas), personal de estudio (todas las pistas) - Justin Vernon — ingeniero vocal (15), personal de estudio (15) - Laura Sisk — ingeniero de grabación (3), ingeniero vocal (8), personal de estudio (3, 8) - Matt DiMona — ingeniero vocal (6), personal de estudio (6) - Robin Baynton — ingeniero vocal (7, 9, 11), personal de estudio (7, 9, 11) - Sean O'Brien — ingeniero vocal (9), personal de estudio (9) - Steve Fallone — ingeniero de masterización (todas las pistas), personal de estudio (todas las pistas) |

## Reconocimientos

### Listados
| Publicación     | Lista                      | Ranking | Ref.   |
| --------------- | -------------------------- | ------- | ------ |
| Our Culture Mag | The 50 Best Albums of 2020 | 4°      | [ 15 ] |
| USA Today       | The 10 best albums of 2020 | 1º      | [ 16 ] |

## Posicionamiento en listas
| Listas (2020/21)                              | Mejor posición |
| --------------------------------------------- | -------------- |
| Alemania (GfK Entertainment Charts)           | 5              |
| Argentina (CAPIF)                             | 1              |
| Australia (ARIA)                              | 1              |
| Austria (Ö3 Austria)                          | 2              |
| Bélgica (Ultratop Flandes)                    | 1              |
| Bélgica (Ultratop Valonia)                    | 20             |
| Brasil (Top Brasil Streaming Álbuns)          | 2              |
| Canadá (Billboard Canadian Albums)            | 1              |
| Croacia (Top Lista Prodaje)                   | 1              |
| Dinamarca (Hitlisten)                         | 2              |
| Escocia (Official Charts Company)             | 3              |
| Eslovaquia (ČNS IFPI)                         | 20             |
| España (PROMUSICAE)                           | 11             |
| Estados Unidos (Billboard 200)                | 1              |
| Estados Unidos (Billboard Alternative Albums) | 1              |
| Estados Unidos (Billboard Top Album Sales)    | 1              |
| Estados Unidos (Rolling Stone Top 200)        | 1              |
| Finlandia (Suomen virallinen lista)           | 7              |
| Francia (SNEP)                                | 68             |
| Hungría (MAHASZ)                              | 20             |
| Irlanda (IRMA)                                | 2              |
| Islandia (Tonlistinn)                         | 18             |
| Italia (FIMI)                                 | 26             |
| Japón (Billboard Hot Albums)                  | 19             |
| Japón (Oricon)                                | 16             |
| Lituania (AGATA)                              | 5              |
| Noruega (VG-lista)                            | 3              |
| Nueva Zelanda (RMNZ)                          | 1              |
| Países Bajos (MegaCharts)                     | 3              |
| Polonia (ZPAV)                                | 46             |
| Portugal (AFP)                                | 1              |
| Reino Unido (Official Charts Company)         | 1              |
| República Checa (ČNS IFPI)                    | 8              |
| Suecia (Sverigetopplistan)                    | 3              |
| Suiza (Schweizer Hitparade)                   | 4              |

| Listas (2020)              | Mejor posición |
| -------------------------- | -------------- |
| Eslovaquia (ČNS IFPI)      | 36             |
| República Checa (ČNS IFPI) | 32             |

## Certificaciones
| País           | Organismo certificador | Certificación | Ventas certificadas | Ref.   |
| -------------- | ---------------------- | ------------- | ------------------- | ------ |
| Alemania       | BVMI                   | Oro           | 100 000             | [ 53 ] |
| Australia      | ARIA                   | Platino       | 70.000              | [ 54 ] |
| Bélgica        | BRMA                   | Oro           | 10 000              | [ 55 ] |
| Brasil         | Pro-Música Brasil      | 3x Platino    | 120 000             | [ 56 ] |
| Canadá         | Music Canada           | Oro           | 40 000              | [ 57 ] |
| Dinamarca      | IFPI Dinamarca         | Platino       | 20 000              | [ 58 ] |
| España         | Promusicae             | Oro           | 20 000              | [ 59 ] |
| Estados Unidos | RIAA                   | Platino       | 1 000 000           | [ 60 ] |
| Italia         | FIMI                   | Oro           | 25 000              | [ 61 ] |
| Noruega        | IFPI Noruega           | Oro           | 10 000              | [ 62 ] |
| Nueva Zelanda  | RMNZ                   | 2x Platino    | 30 000              | [ 63 ] |
| Polonia        | ZPAV                   | Oro           | 10 000              | [ 64 ] |
| Reino Unido    | BPI                    | Platino       | 300 000             | [ 65 ] |

## Historial de lanzamiento
| Región         | Fecha                   | Edición  | Formato                     | Discográfica          | Ref.   |
| -------------- | ----------------------- | -------- | --------------------------- | --------------------- | ------ |
| Varios         | 11 de diciembre de 2020 | Estándar | descarga digital, streaming | Republic              | [ 66 ] |
| Varios         | 18 de diciembre de 2020 | De lujo  | CD                          | EMI / Republic        | [ 67 ] |
| Varios         | 7 de enero de 2021      | De lujo  | descarga digital, streaming | Republic              | [ 68 ] |
| Reino Unido    | 12 de enero de 2021     | De lujo  | casete                      | EMI                   | [ 69 ] |
| Japón          | 22 de enero de 2021     | De lujo  | CD                          | Universal Music Japan | [ 70 ] |
| Japón          | 22 de enero de 2021     | Japonesa | CD                          | Universal Music Japan | [ 71 ] |
| Brasil         | 29 de enero de 2021     | De lujo  | CD, vinilo                  | Universal             | [ 72 ] |
| Francia        | 12 de febrero de 2021   | De lujo  | casete                      | Universal             | [ 73 ] |
| Varios         | 21 de febrero de 2021   | De lujo  | casete                      | Universal             | [ 74 ] |
| Estados Unidos | 28 de mayo de 2021      | Target   | vinilo                      | Repulbic              | [ 75 ] |
| Varios         | 28 de mayo de 2021      | De lujo  | vinilo                      | EMI / Universal       | [ 76 ] |